# Clidemia foliosa
Clidemia foliosa är en tvåhjärtbladiga växtart som beskrevs av Henry Allan Gleason. Clidemia foliosa ingår i släktet Clidemia, och familjen Melastomataceae.
Artens utbredningsområde är Peru. Inga underarter finns listade i Catalogue of Life.